# Альянс за Швецію
Альянс за Швецію (швед. Allians för Sverige) — колишня політична коаліція 4 центристських і правоцентристських партій в Швеції. Сформувавши коаліцію, центристи зуміли перемогти на парламентських виборах 17 вересня 2006 р. і увійшли до коаліційного уряду. На виборах 19 вересня 2010 р.  Альянс вперше у своїй історії здобув другу перемогу поспіль, хоча і не зумів через успіх правонаціоналістичної партії Шведських демократів здобути абсолютну більшість місць у Риксдазі.
11 січня 2019 року Альянс припинив своє існування через те, що Партія Центру та Ліберали уклали угоду з соціал-демократами, які зобов'язалися виконати низку вимог цих партій, в обмін на підтримку ними соціал-демократичного уряду. 
Дві інші партії Альянсу: Помірна коаліційна партія та Християнські демократи виступили проти угоди.

## Члени альянсу

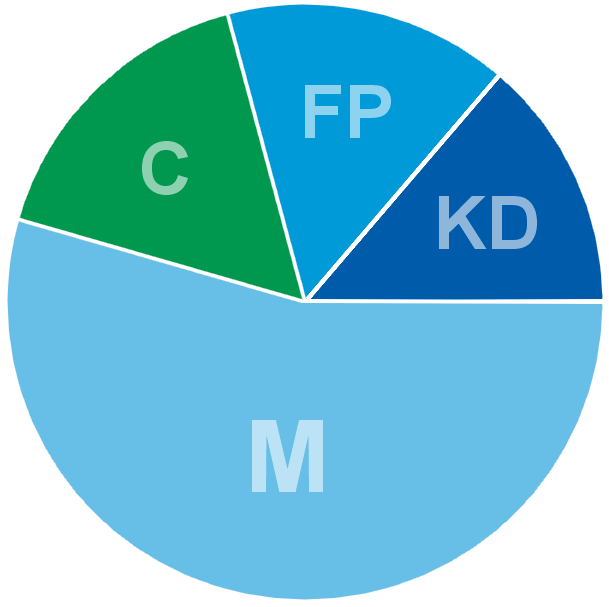
Баланс сил всередині Альянсу за Швецію

- Помірна коаліційна партія — ліберально-консервативна
- Партія Центру — «зелений лібералізм»
- Народна партія — ліберали — «вимогливий лібералізм»
- Християнсько-демократична партія — ліберальний консерватизм заснований на християнській етиці

## Вибори 17 вересня 2006 року

Підтримка Альянсу на парламентських виборах 2006 р. на муніципальному рівні

## Вибори 17 вересня 2006[1]року
- Помірна коаліційна партія — отримала 97 місць (26,23 % голосів).
- Партія Центру — 29 місць (7,88 %).
- Народна партія — ліберали — 28 місць (7,54 %).
- Християнсько-демократична партія — 24 місця (6,59 %).

Всього Альянс здобув 178 місць з 349 місць в Риксдазі (51 % всіх місць у парламенті).

## Вибори 19 вересня 2010[2]року
- Помірна коаліційна партія — здобула 107 місць (30,0 % голосів).
- Народна партія — ліберали — 24 місця (7,1 %).
- Партія Центру — 22 (6,6 %).
- Християнсько-демократична партія — 19 (5,6 %).

Загалом Альянс здобув 172 місць з 349 місць в Риксдазі (49,28 % всіх місць у парламенті).

## Вибори 14 вересня 2014
- Помірна коаліційна партія — здобула 84 місця (23,3% голосів).
- Партія Центру — 22 місце (6,1%).
- Народна партія — ліберали — 19 місць (5,4%).
- Християнсько-демократична партія — 16 місць (4,6%).

Загалом Альянс здобув 141 місце з 349 місць у Риксдазі (40,4% всіх місць у парламенті).

## Вибори 9 вересня 2018
- Помірна коаліційна партія — здобула 70 місць (19,8% голосів).
- Партія Центру —  — 31 місце (8,6%).
- Християнсько-демократична партія —  22 місця (6,3%).
- Народна партія — ліберали — 20 місць (5,5%).

Загалом Альянс здобув 143 місця з 349 місць у Риксдазі (40,2% всіх місць у парламенті).

## Галерея

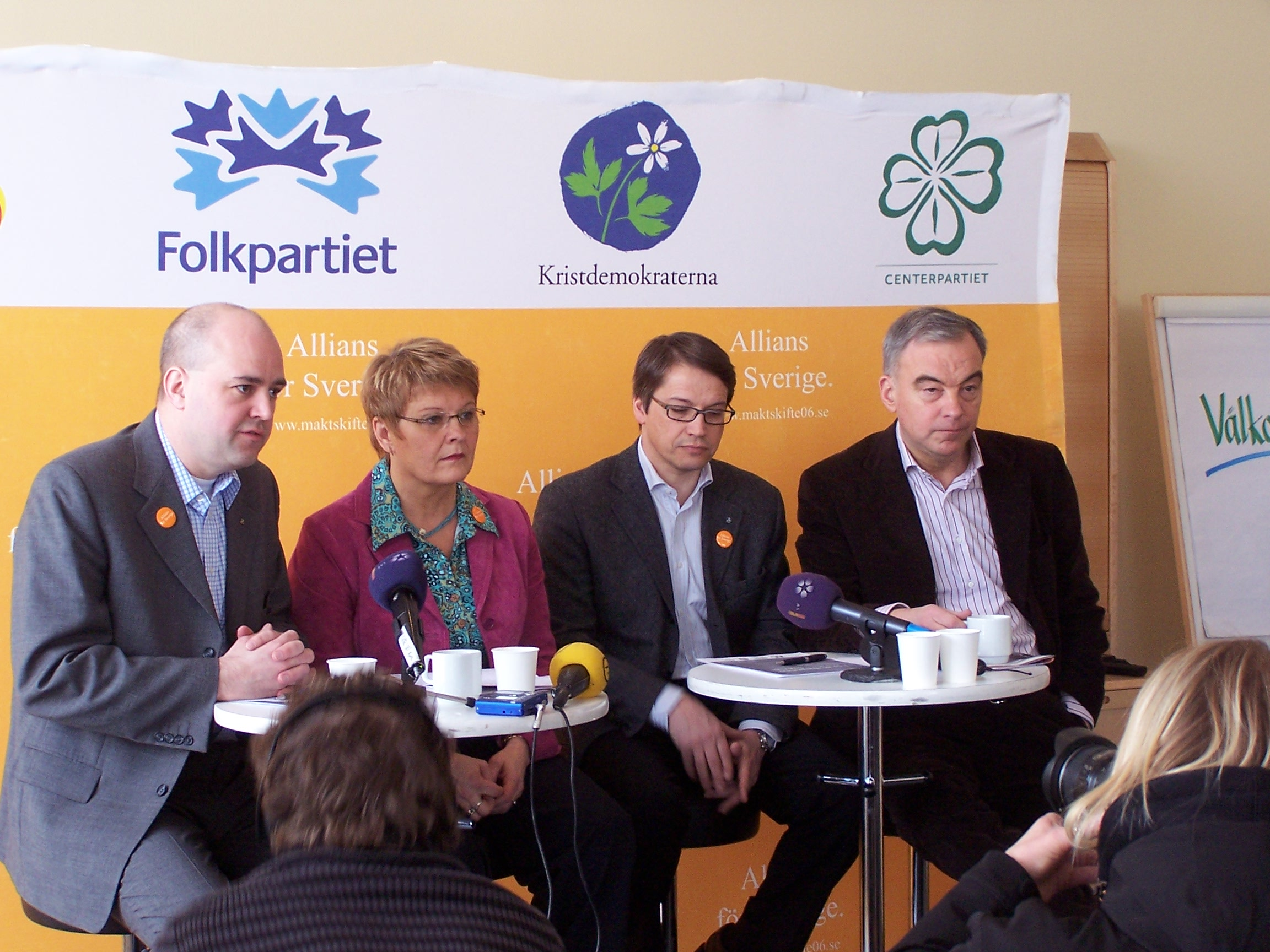
Лідери партій Альянсу «за Швецію» (2006 р.)
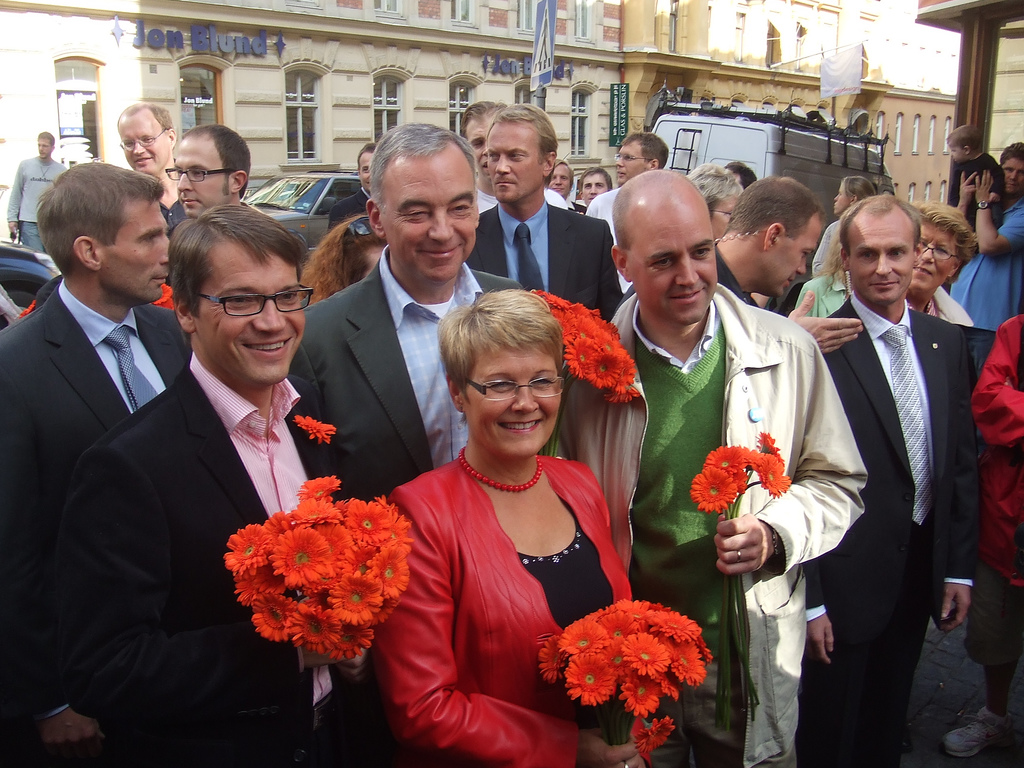
Чотири несоціалістичні лідери партій в день виборів 2006 р.
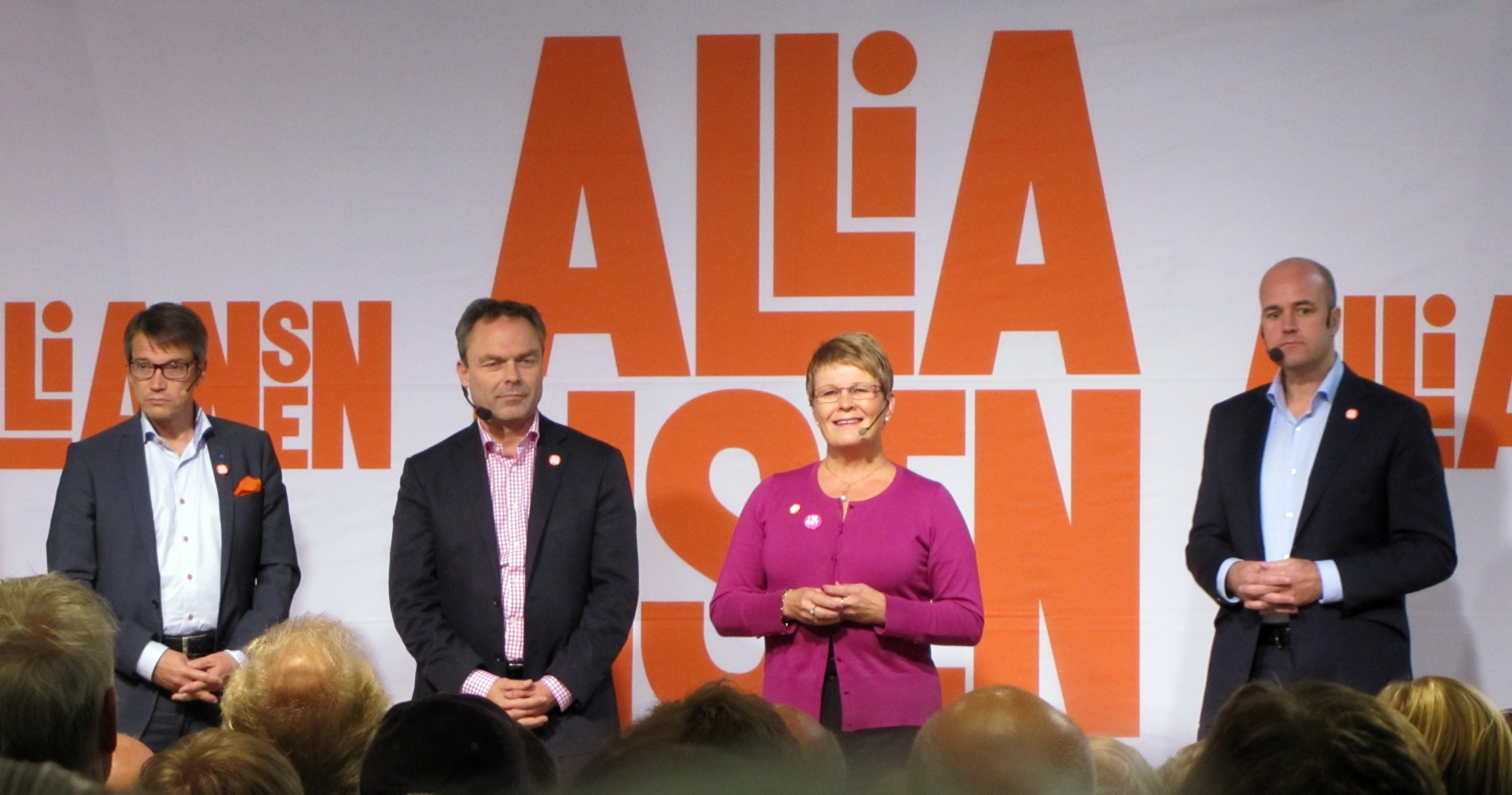
Чотири несоціалістичні лідери партій у виборчій кампанії 2010 р.

| Прапор Швеції | Це незавершена стаття про Швецію. Ви можете допомогти проєкту, виправивши або дописавши її. |